# 語域
语域（Register）是在特定语言使用的场合或领域所使用的语言变体风格。根据英国语言学家韩礼德（M. A. K. Halliday）的定义，语域是可以按照用途区分的语言变体。
语言使用的领域的种类有很多，譬如：新闻广播用语、演说语言、广告语言、课堂用语、办公用语、家常谈话、与幼童谈话、与外国人谈话、口头自述等。在不同的领域使用的语言会有不同的语体。

## 語域的社會變量
语域有三个社会变量，分别是
- 语场（field）：話語範圍，是話語涉及的主題內容，如果話題有變，語言的內容自然隨之而變化。這些變化，體現在語法中的物性系統(transitivity)、語態系統(voice)。

- 语旨（tenor）：語言基調，是指話語發放者與接收者的關係，如作家與讀者。我們可以從三方面觀察人際關係的變異對語言的影響，即「地位」(Status,Power)、接觸(Contact)、感情(Affective Involvement)。

- 语式（mode）：話語方式，是指語篇的語言載體形式，即話語交際的媒介。它主要分為兩大類：口語形式與書面形式。語式的變化主要反映在語法的主位系統(theme)、資訊結構(information unit)和各類銜接成分(cohesion)上。

具有某种具体用途的语言变体，它与社会或区域（因说话者的不同而异）相对，使语言行为适应于某一特定活动类型、正式程度等的一种倾向。
语域是语篇依据不同的交际场合,为实现某一交际目的而产生的一种功能变体，它是多种参数（语篇语场、方式和基调）的综合体现，并不只是一种单纯的语篇方式变体。

## 語體特點
議論文——準確嚴密
記敘文——生動流暢
說明文——平實嚴謹
新聞稿——簡潔扼要
廣播稿——明白易懂
廣告詞——通俗凝練
合約——嚴密清楚
賀詞——熱情洋溢

## 實例
以英語作例子：photo和photograph均可指圖片、照片，但photograph屬於正式語體，一般常見於報紙雜誌；而photo則屬於隨便語體，使用較為自由，這主要是由語域功能差異造成的。一般情況，法律、科技、新聞報道，講演詞，政論文等都比較正式，而小說的文體、語域最複雜，要視情況而定，不可一概而論。
語法正確的句子並不一定是好句子，這其中牽涉到語域方面的因素。口頭交際時，當然不要使用正式語體；同樣，書面交流時，千萬避免隨便語體。不同語域的語言變體彼此是有區別的，如果用個簡單的例子來說明一下就會看得很清楚。如“人們因為他們贏了而歡呼。”如果說"People cheered up, because they had won. "這就是公共語，而如果說"They had won, people cheered up."這就是口語體，即非正式語體，如果說"Had won, people cheered up."或"People cheered up because of victory."都是正式語體（當然這句話的內容用這種句式表達並不合適）。從中，我們可以看到用原因從句的表達方式是比較正式的，用so連接句子顯得不怎麼正式，用抽象名詞和分詞短語的認識都顯得十分正式。
另外，有些表示相同意思的不同表達認識也有語域方面的區別。如冠詞的用法可以表示這種區別：The ox is a useful animal.；An ox is a useful animal.；Oxen are useful animals.第一句用定冠詞加單數名詞表示類屬的是正式用法，而第二句用不定冠詞加單數名詞表示類屬則為公共語，最後一句，複數名詞的類屬表示法則為非正式語體。